# Xenosepsis fukuharai
Xenosepsis fukuharai är en tvåvingeart som beskrevs av Iwasa 1984. Xenosepsis fukuharai ingår i släktet Xenosepsis och familjen svängflugor. Inga underarter finns listade i Catalogue of Life.